# Лялька Віталій Віталійович
Віталій Віталійович Лялька (8 липня 1996; Бровари, Україна) — український хокеїст, нападник.

## Ігрова кар'єра
Виступав за ХК «Білий Барс» (Біла Церква) (2012/2013). У сезоні 2013-2014 виступав у Молодіжній хокейній лізі за ХК «Молода гвардія», ХК «Донбас» (Донецьк).
З 2014 по 2016 виступав за російські клуби «Кристал» (Бердськ) та «Сокіл» (Красноярськ).
Віталій Лялька потрапив у Драфт новачків НХЛ 2014, та посів 73 позицію.